# منتخب ألمانيا تحت 18 سنة لهوكي الجليد للسيدات
منتخب ألمانيا تحت 18 سنة لهوكي الجليد للسيدات هو ممثل ألمانيا تحت 18 سنة الرسمي في المنافسات الدولية في هوكي الجليد للسيدات
.